# Marcelo (football, 1991)
Pour les articles homonymes, voir Marcelo.
Marcelo Augusto Mathias da Silva dit Marcelo, né le 26 août 1991 à Juiz de Fora et mort le 28 novembre 2016 à La Unión, était un footballeur brésilien qui évolue au poste de défenseur.
Il meurt le 28 novembre 2016, dans le crash du vol 2933 LaMia Airlines.

## Biographie
Marcelo joue en faveur des clubs de Volta Redonda, Flamengo et Chapecoense.
Il dispute au cours de sa carrière 42 matchs en première division brésilienne, marquant un but.